# Good Conduct Loop
Ungood conduct knot/loop (nœud/boucle de bonne conduite) est une décoration du département de l'US Army qui désigne les décorations supplémentaires de la Good Conduct Medal (médaille de bonne conduite de l'US Army).

## Histoire

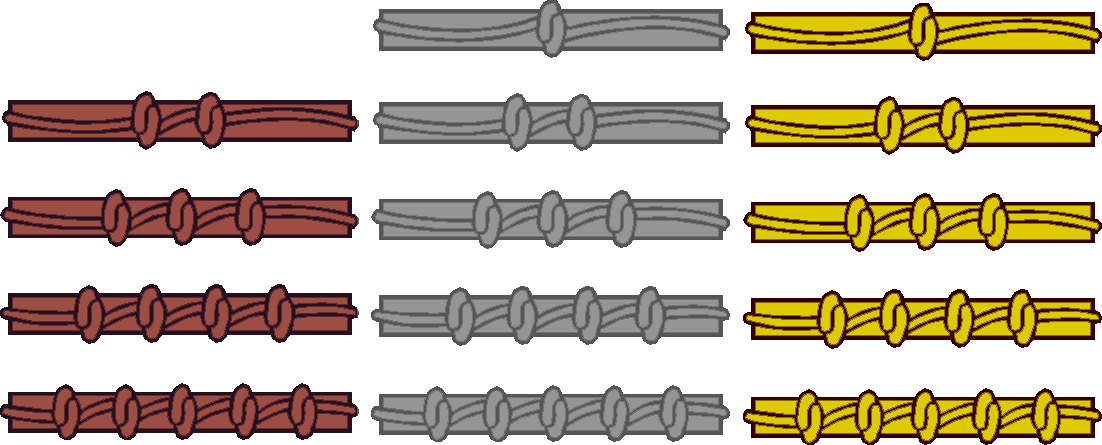
Principe d'attributions de Good conduct loop successives

Les Good conduct loops (boucles de bonne conduite) ont été créées pour la première fois en 1941 et étaient basées sur le concept de la Enlistment Bar (barre d'engagement). Les Good conduct loops sont restées la principale méthode d'affichage des multiples attributions de la Good Conduct Medal de l'US Army, et on peut dire qu'elles indiquent le nombre d'"attelages" qu'un soldat a servis.
Les Good conduct loops sont portées sur une boucle attachée au ruban de service et au ruban de suspension de la Good Conduct Medal. Une boucle de bonne conduite est constituée d'une agrafe comportant plusieurs boucles inscrites. La deuxième Good Conduct Medal est dotée d'une agrafe en bronze à deux boucles, la troisième d'une agrafe en bronze à trois boucles, et ainsi de suite. À six boucles, l'agrafe passe à l'argent, puis à onze boucles, à l'or. Ainsi, une agrafe en argent à deux boucles correspondrait à la septième Good Conduct Medal, tandis qu'une agrafe en or à cinq boucles correspondrait à la quinzième Good Conduct Medal, qui est la plus élevée des médailles prévues par le règlement,.
La Army Good Conduct Medal est la seule des médailles de bonne conduite militaires à utiliser des boucles de bonne conduite. L'U.S. Navy, l'U.S. Marine Corps et l'U.S. Coast Guard arborent d'autres médailles de bonne conduite avec des Service stars (étoiles de service), tandis que l'U.S. Air Force utilise des oak leaf clusters (feuilles de chêne).

## Source
- (en) Cet article est partiellement ou en totalité issu de l’article de Wikipédia en anglais intitulé « Good conduct loop » (voir la liste des auteurs).